# Законодательство о защите персональных данных Канады
Законодательство о защите персональных данных Канады вытекает из общего права, статутов парламента Канады и различных местных законодательств, а также Канадской Хартии прав и свобод.

## Эволюция канадских законов о защите персональных данных
Канадское законодательство о защите персональных данных очень изменилось с момента создания и до текущего дня. Первый случай формального появления закона обозначается 1977 годом, когда правительство Канады ввело положения о защите персональных данных в Канадский закон о правах человека. В 1982 году в Канадской хартии прав и свобод говорилось, что каждый человек имеет «право на жизнь, свободу и личную неприкосновенность» и «право быть свободным от необоснованного обыска или ареста» , но прямо не упоминалось о концепции конфиденциальности. В 1983 году федеральный закон о конфиденциальности регулировал порядок сбора, использования и раскрытия личной информации федеральным правительством. Конституционное право канадцев на неприкосновенность частной жизни также было подтверждено в деле Хантера против Сауама в Верховном суде в 1984 году. В этом судебном деле было установлено, что статья 8 Канадской хартии прав и свобод (1982 г.) «защищает людей от необоснованных государственных вмешательств в их частную жизнь» и суд заявил, что такие права Хартии должны толковаться в широком смысле. Позднее, в деле Верховного Суда 1988 года, право на неприкосновенность частной жизни было установлено как "неотъемлемый компонент свободы личности". В докладе суда по делу Р. против Даймента говорится: "С самого раннего этапа толкования Хартии суд ясно дал понять, что права, которые он гарантирует [включая права на неприкосновенность частной жизни], должны толковаться широко, а не узко или формально-юридически". На протяжении конца 1990-х и 2000-х годов законодательство о защите персональных данных устанавливало ограничения на сбор, использование и раскрытие информации провинциальными и территориальными органами власти, а также компаниями и учреждениями частного сектора .

### Регулирующие отношения с государственными учреждениями

#### Закон о конфиденциальности
Закон о конфиденциальности, принятый Парламентом Канады в 1983 году , регулирует то, как федеральные правительственные учреждения собирают, используют и раскрывают личную информацию. Он также предоставляет отдельным лицам право доступа к информации, касающихся их сведений, имеющейся у федерального правительства, и право требовать исправления любой ошибочной информации.
Законом был учрежден Комиссар по вопросам конфиденциальности Канады, который является должностным лицом парламента. Обязанности Комиссара по вопросам конфиденциальности включают контроль исполнения самого закона.
Согласно закону, Комиссар по вопросам конфиденциальности уполномочен проверять федеральные правительственные учреждения на предмет соблюдения ими положений закона и обязан расследовать жалобы отдельных лиц на нарушения закона. Закон и эквивалентное ему законодательство в большинстве провинций являются выражением международно признанных принципов, известных как "справедливая информационная практика."В качестве последнего средства комиссар по вопросам конфиденциальности Канады имеет "право пристыдить", которое может быть использовано для того, чтобы виноватая сторона исправила проблему под общественным контролем.
Хотя Комиссариат не уполномочен проводить обширные расследования и обучать в соответствии с действующим законом о неприкосновенности частной жизни, комиссариат считает, что он является ведущим образовательным каналом в Канаде по вопросу о неприкосновенности частной жизни

#### Закон о доступе к информации
Следующее крупное изменение канадских законов о неприкосновенности частной жизни произошло в 1985 году в форме закона «О доступе к информации». Основные цели этого закона заключаются в предоставлении гражданам права доступа к информации, находящейся под контролем государственных учреждений. Закон ограничивает доступ к личной информации при определенных обстоятельствах.

#### Закон о свободе информации
Закон о свободе информации был принят в 1996 году и расширил принципы Закона о неприкосновенности частной жизни и доступе к информации. Он был разработан для того, чтобы сделать государственные учреждения более подотчетными общественности, а также для защиты личной жизни путем предоставления общественности права доступа к записям, а также предоставления отдельным лицам права доступа и права требовать исправления личной информации о себе. В нем также оговариваются ограничения прав доступа, предоставляемых отдельным лицам, предотвращается несанкционированный сбор, использование или раскрытие личной информации государственными органами и пересматривается Роль Уполномоченного Канады по вопросам конфиденциальности. 

### Расширение деятельности организаций частного сектора

#### Федеральный
Закон о защите личных сведений и электронных документах ("ЗЗЛСЭД") регулирует тему конфиденциальности данных, а также то, как компании частного сектора могут собирать, использовать и раскрывать личную информацию. Закон также содержит различные положения, облегчающие использование электронных документов. ЗЗЛСЭД был принят в конце 1990-х годов для укрепления доверия потребителей к электронной торговле, а также был призван заверить другие правительства в том, что канадские законы о конфиденциальности достаточно сильны для защиты личной информации граждан других национальностей.
ЗЗЛСЭД включает и создает положения Канадской Ассоциации Стандартов типового кодекса защиты персональной информации, разработанного в 1995 году. Как и любой закон «О защите частной жизни», человек должен знать о информации, которая может быть раскрыта, в результате чего дается согласие. Это может быть сделано путем принятия условий, подписания документа или устного согласия.
В ЗЗЛСЭД "личная информация" указывается как информация об идентифицируемом физическом лице, которая не включает в себя имя, должность, служебный адрес или номер телефона сотрудника организации.

#### Областной
ЗЗЛСЭД позволяет аналогичным областным законодательствам продолжать оставаться в силе. Впоследствии было установлено, что Квебек, Британская Колумбия и Альберта имеют аналогичное законодательство, и законы, регулирующие только личную медицинскую информацию, а в Онтарио и Нью-Брансуике получили аналогичное одобрение. Все они регулируют:
- Какие персональные данные могут быть собраны у лиц (включая клиентов и сотрудников);
- Какое согласие необходимо чтобы собрать данные и как согласие должно быть;
- Как информировать лиц о начале сбора информации;
- Как личные данные могут быть использованы или раскрыты;
- Цели, для которых собирается, используется или раскрывается;
- Как лицо может запросить доступ и исправление ошибок в информации, которую имеет.

Следующие областные акты были признаны соответствующими:
| Провинция               | Акт                                                                                               | Государственное принятие | Местный регулятор                                                               |
| ----------------------- | ------------------------------------------------------------------------------------------------- | --- | ------------------------------------------------------------------------------- |
| Британская колумбия     | Personal Information Protection Act, S.B.C. 2003, c. 63                                           | Organizations in the Province of British Columbia Exemption Order, SOR/2004-220 | Office of the Information and Privacy Commissioner                              |
| Альберта                | Personal Information Protection Act, S.A. 2003, c. P-6.5                                          | Organizations in the Province of Alberta Exemption Order, SOR/2004-219 | Office of the Information and Privacy Commissioner                              |
| Новая Шотландия         | Personal Health Information Act, S.N.S. 2010, c. 41                                               | Personal Health Information Custodians in Nova Scotia Exemption Order, SOR/2016-62,(deemed substantially similar to Part 1 of Personal Information Protection and Electronic Documents Act) | Office of the Information and Privacy Commissioner for Nova Scotia              |
| Онтарио                 | Personal Health Information Protection Act, 2004, S.O. 2004, c. 3, Schedule A,                    | Health Information Custodians in the Province of Ontario Exemption Order, SOR/2005-399 | Office of the Information and Privacy Commissioner of Ontario                   |
| Квбек                   | An Act respecting the protection of personal information in the private sector, R.S.Q., c. P-39.1 | Organizations in the Province of Quebec Exemption Order, SOR/2003-374 | Commission d’accès à l’information                                              |
| Нью-Брансуик            | Personal Health Information Privacy and Access Act, S.N.B. 2009, c. P-7.05                        | Personal Health Information Custodians in New Brunswick Exemption Order, SOR/2011-265 | Office of the Access to Information and Privacy Commissioner                    |
| Ньюфаундленд и Лабрадор | Personal Health Information Act (PHIA), S.N.L. 2008, c. P-7.01                                    | Personal Health Information Custodians in Newfoundland and Labrador Exemption Order, S.I./2012-72 (only in relation to personal health information custodians)                              | Office of the Information and Privacy Commissioner of Newfoundland and Labrador |

## Развитие прав на неприкосновенность частной жизни

### Областные законы
Гражданский кодекс Квебека содержит положения, регулирующие права на неприкосновенность частной жизни, которые могут применяться в судах.  Кроме того, аналогичные законы были приняты в следующих областях:
•	Британская Колумбия 
•	Саскачеван 
•	Манитоба 
•	Ньюфаундленд и Лабрадор 
Все четыре закона устанавливают ограниченное право на иск, согласно которому ответственность может быть установлена только в том случае если ответчик действует умышленно (не обязательно в Манитобе) и без возможности ссылаться на права. Кроме того, характер и степень права истца на неприкосновенность частной жизни определяются тем, что является "разумным при данных обстоятельствах".

### Эволюция общего права
В январе 2012 года Апелляционный суд Онтарио объявил, что общее право Канады признает права на личную неприкосновенность, также как покушение на права личности уже принято за преступление в законе Онтарио. Последствия этого решения только начинают обсуждаться.